# Subsatèl·lit

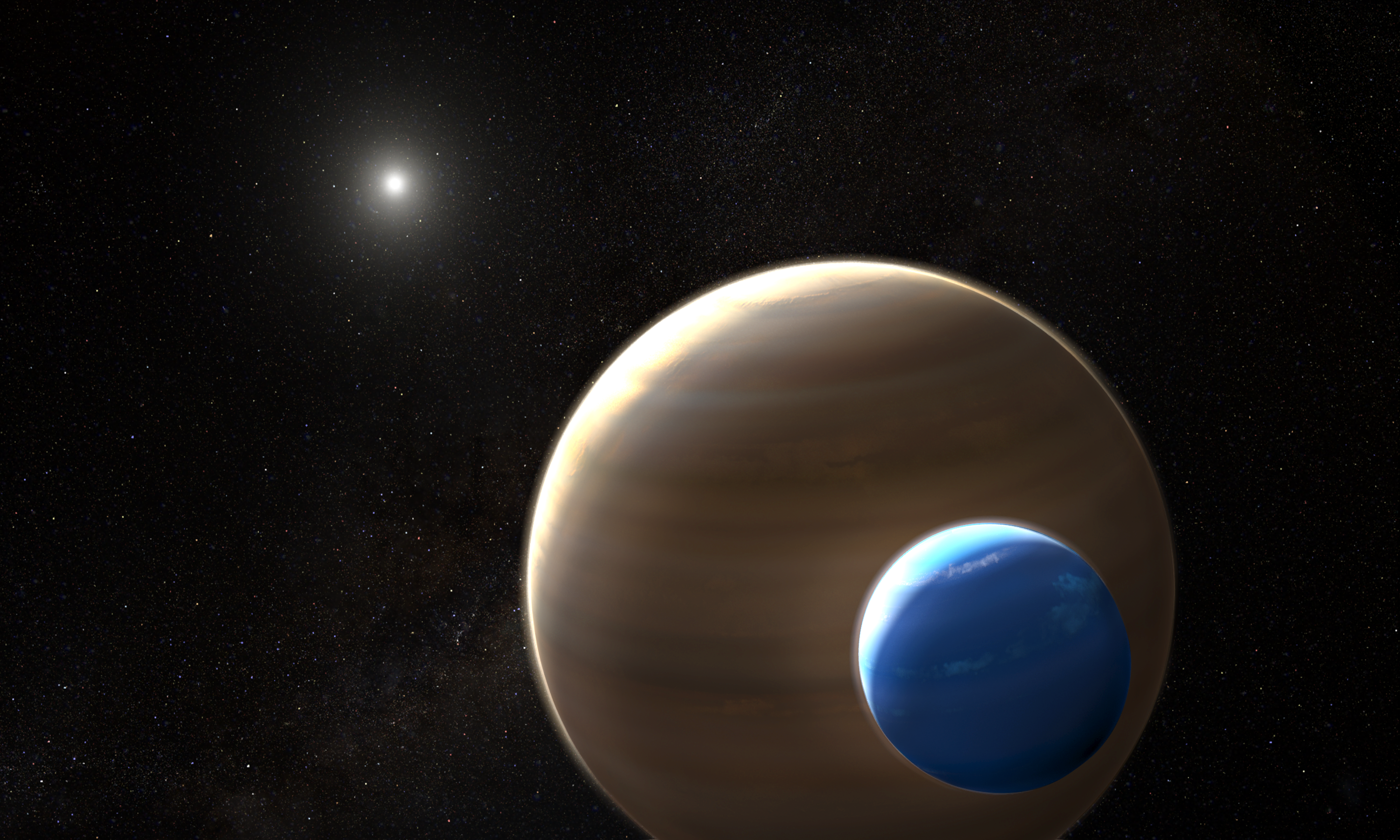
Concepte artístic de l'exolluna Kepler-1625b I que orbita al voltant de l'exoplaneta Kepler-1625b. Kepler-1625b Teòricament podria tenir un subsatèl·lit.

Un subsatèl·lit, també conegut com a sublluna , o lluna-lluna, és una "lluna d'una lluna" o un hipotètic satèl·lit natural que orbita la lluna d'un planeta.

De l'estudi empíric dels satèl·lits naturals del Sistema solar es dedueix que els subsatèl·lits poden ser elements rars, encara que siguin possibles, dels sistemes planetaris. Al Sistema solar, els planetes gegants tenen grans col·leccions de satèl·lits naturals. La majoria dels exoplanetes detectats són planetes gegants; almenys un, Kepler-1625b, pot tenir una exolluna molt gran, anomenada Kepler-1625b I, que teòricament podria allotjar un subsatèl·lit. No obstant això, a part dels satèl·lits llançats per humans en òrbita lunar temporal, no se coneix cap subsatèl·lit notable al Sistema solar o més enllà. En la majoria dels casos, els efectes de marea del planeta farien que aquest sistema fos inestable.

## Terminologia
Els termes que s'utilitzen a la literatura científica per als subsatèl·lits inclouen "subllunes" i "llunes-llunes". Els termes col·loquials que s'han suggerit inclouen minillunes i lluna lunar.

## Possibles casos naturals

### Rea

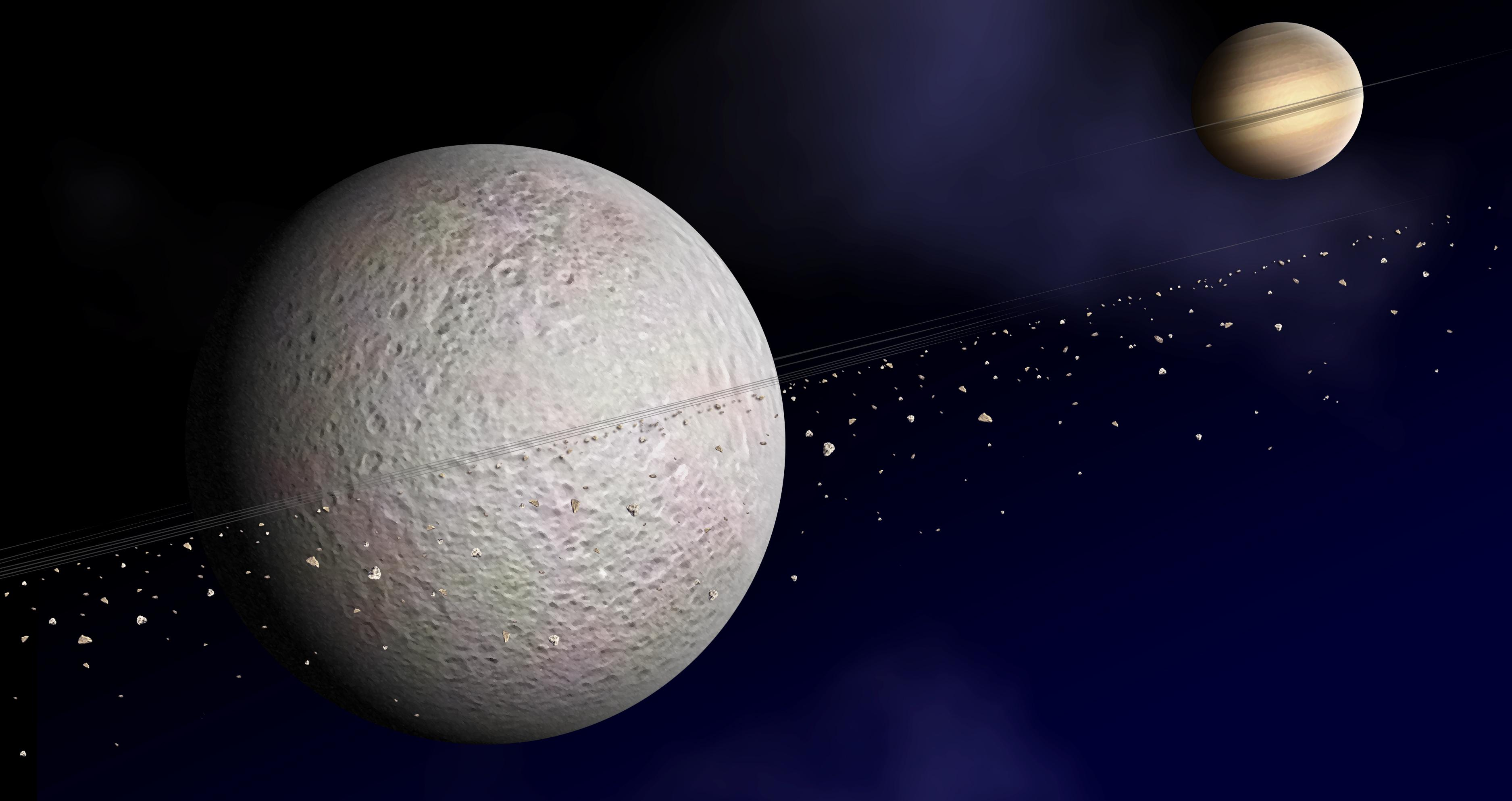
Concepte artístic dels anells al voltant de Rea, un satèl·lit de Saturn

La possible detecció d'un sistema d'anells al voltant del satèl·lit natural Rea de Saturn va donar lloc a càlculs que indicaven que els satèl·lits que orbitaven Rea tindrien òrbites estables. Es pensava que els anells sospitosos eren estrets,un fenomen normalment associat als satèl·lits pastor; tanmateix, les imatges dirigides preses per la nau espacial Cassini no van poder detectar cap subsatèl·lit o anells associats amb Rea, almenys cap partícula més gran d'uns pocs mil·límetres.

### Jàpet
També s'ha proposat que el satèl·lit de Saturn, Japet, posseïa un subsatèl·lit en el passat; aquesta és una de les diverses hipòtesis que s'han proposat per explicar la seva inusual cresta equatorial. Un antic impacte gegant sobre Jàpet podria haver produït un subsatèl·lit; com Saturn desprecia a Jàpet, l'òrbita del subsatèl·lit decairia llavors fins a creuar el límit de Roche de Jàpet , formant un anell transitori que després va impactar amb Jàpet per formar una cresta. Aquest escenari també podria haver passat als altres satèl·lits de planetes gegants, però només per a Jàpet i potser Oberó s'hauria format la cresta resultant després del Gran bombardeig tardà i així va sobreviure fins als nostres dies.

### Satèl·lits irregulars de Saturn
L'anàlisi de la corba de llum suggereix que el satèl·lit irregular Kiviuq de Saturn és extremadament prolat, i és probable que sigui un binari de contacte o fins i tot un satèl·lit binari. Altres candidats entre els irregulars de Saturn inclouen Bestla, Erriapus i Bebhionn.

## Subsatèl·lits artificials

### Històric
Moltes naus espacials han orbitat la Lluna, incloses les naus tripulades del programa Apollo. A partir del 2022, cap ha orbitat cap altra lluna. El 1988, la Unió Soviètica va intentar, sense èxit, posar dues sondes robòtiques en quasiòrbites al voltant del satèl·lit marcià Fobos.
Llançada l'11 de desembre de 2022, la Lunar Flashlight va ser una missió d'òrbita lunar CubeSat de baix cost per explorar, localitzar i estimar la mida i la composició dels dipòsits de gel d'aigua a la Lluna per a l'explotació futura per part de robots o humans des d'una òrbita polar. La missió es va acabar el 12 de maig de 2023, a causa de fallades en el sistema de propulsió de la nau.

### Actualment
Llançat el 18 de juny de 2009, el Lunar Reconnaissance Orbiter (LRO) és una nau espacial robòtica de la NASA que actualment orbita la Lluna en una òrbita de mapeig polar excèntrica. Les dades recollides per la Lunar Reconnaissance Orbiter s'han descrit com a essencials per planificar les futures missions humanes i robòtiques de la NASA a la Lluna. El seu programa de cartografia detallat està identificant llocs d'aterratge segurs, localitzant recursos potencials a la Lluna, caracteritzant l'entorn de radiació i demostrant noves tecnologies.
CAPSTONE és un projecte llançat el juny de 2022. Compost per una col·lecció de 12 unitats de CubeSats que van passar uns mesos en trànsit a la Lluna per arribar al novembre de 2022. Passarà uns 9 mesos a les llunes prop de l'òrbita rectilínia d'halo. CAPSTONE està pensat per provar i verificar la viabilitat de la NRHO planificada del futur Lunar Gateway previst i la seva eficiència de comunicació.

### Futurs satèl·lits lunars artificials planificats
La nau interplanetària JUICE, llançada el 2023, entrarà en una òrbita al voltant de Ganímedes el 2032, convertint-se en la primera nau espacial a orbitar un satèl·lit diferent de la de la Terra.
A més, l'estació espacial Lunar Gateway, amb el suport de múltiples agències, començarà la construcció el 2024 en una òrbita d'halo gairebé rectilínia (NRHO), principalment en suport de les missions del programa Artemis de la NASA a l'etapa posterior a Lluna de la Terra. Lunar Gateway també donarà suport a futures missions a Mart i asteroides perifèrics.

## A la ficció
- Al Planet 51, el planeta titular està orbitat per un satèl·lit amb un sistema d'anells semblant a Saturn.
- Dumb Martian, una història curta de John Wyndham, té lloc principalment a Júpiter IV/II, un subsatèl·lit de Cal·listo (vegeu The Seeds of Time (Les llavors del temps)).
- A La Guerra de les Galàxies, el satèl·lit Ajan Kloss té dos satèl·lits propis. [18]